# تنت آمون (ملكة)
تنت آمون، هي ملكة مصرية قديمة غير حاكمة أو زوجة ملك عاشت خلال عصر الأسرة العشرين، وهي على الأرجح زوجة الملك رعمسيس الحادي عشر.

## التعرف عليها
ذكرت الملكة تنت آمون في بردية جنائزية تخص ابنتها الملكة دوات حتحور حنوت تاوي زوجة الملك باينجم الأول والتي كانت على الأرجح ابنة الملك رعمسيس الحادي عشر، وقد كتب اسم الملك تنت آمون في خرطوش.

## عائلتها
والدها مذكور على نفس البردية الجنائزية السالفة الذكر باسم نب سني، و أبناؤها المعروفون هم:
- الملكة دوات حتحور حنوت تاوي، زوجة الملك باينجم الأول.[3]
- تنتآمون زوجة الملك نس با نب جد (سمندس) أيضاً تعتبر ابنة محتملة لها.[2]